# SCS Software
SCS Software là một công ty phát triển trò chơi điện tử có trụ sở tại Prague, Cộng hòa Séc. Nó chủ yếu sản xuất các trò chơi mô phỏng cho Microsoft Windows, OS X và Linux, bao gồm loạt sê-ri như 18 Wheels of Steel và Truck Simulator.

## Trò chơi

### Bus Driver
SCS đã phát hành một trình giả lập lái xe buýt, Bus Driver, vào năm 2007  Cuối năm 2014, một phiên bản iOS của Bus Driver đã được phát hành, mang tên Bus Driver - Pocket Edition.

### 18 Wheels of Steel
Sê-ri 18 Wheels of Steel chủ yếu tập trung vào Bắc Mỹ. Dòng game được phát hành bởi ValuSoft từ năm 2002, với Hard Truck: 18 Wheels of Steel, đến năm 2011, với 18 Wheels of Steel: Extreme Trucker 2.

### Truck Simulator
Sê-ri Truck Simulator bao gồm Euro Truck Simulator, xuất bản năm 2008, trò chơi tiếp theo của nó, Euro Truck Simulator 2, được phát hành vào năm 2012. Cả hai trò chơi đều tập trung vào việc lái xe tải ở các nước châu Âu, như Vương quốc Anh, Đức, Cộng hòa Séc, Luxembourg, Ý, Pháp, Bỉ, Hà Lan, Áo, Thụy Sĩ. Phần mềm SCS đã phát hành một số bản đồ dưới dạng nội dung có thể tải xuống (DLC) cho Euro Truck Simulator 2. Bản DLC đầu tiên, "Going East!", Được phát hành vào cuối năm 2013 và bao gồm một số quốc gia Đông Âu; thêm Slovakia và Hungary và mở rộng trên Ba Lan. Một bản mở rộng bản đồ hơn nữa cho Scandinavia; bao gồm Đan Mạch, Na Uy và Thụy Điển; được phát hành vào ngày 6 tháng 5 năm 2015. Bản cập nhật cũng bao gồm các nhãn hiệu và nhãn hiệu được cấp phép của Mercedes-Benz.
Sau thành công của loạt Euro Truck Simulator, SCS tuyên bố rằng trò chơi tiếp theo trong sê-ri sẽ là American Truck Simulator, phát hành ngày 3 tháng 2 năm 2016. Tuy nhiên, nó được phát hành sớm vào ngày 2 tháng 2 năm 2016. American Truck Simulator hiện bao gồm các bang ở Hoa Kỳ: California, Nevada, Arizona, New Mexico, Oregon, Washington và Utah. Trò chơi có tính năng chính thức được cấp phép của Mỹ và xe tải mũi dài; bao gồm các mô hình của Peterbilt, Kenworth, và Volvo và International (hãng xe của Mỹ). Trò chơi ban đầu được phát hành cùng với California và Nevada, với tiểu bang Arizona phát hành dưới dạng DLC miễn phí cho chủ sở hữu trò chơi vào tháng 6 năm 2016 và New Mexico phát hành dưới dạng DLC trả phí vào tháng 11 năm 2017. Gần một năm sau vào tháng 10 năm 2018, tiểu bang Oregon cũng được phát hành dưới dạng DLC trả phí. Sau đó, vào ngày 11 tháng 6 năm 2019, tiểu bang Washington đã được thêm vào dưới dạng DLC trả phí, với việc Utah phát hành vào ngày 7 tháng 11 năm 2019. Các tiểu bang và tiện ích bổ sung bản đồ trong tương lai (như Idaho) sẽ được bán dưới dạng DLC trả phí.

### Trò chơi được phát triển
| Tiêu đề                                | Nền tảng                       | Phát hành lần đầu         |
| -------------------------------------- | ------------------------------ | ------------------------- |
| Hunting Unlimited                      | Microsoft Windows              | ngày 21 tháng 9 năm 2001  |
| Hard Truck: 18 Wheels of Steel         | Microsoft Windows              | ngày 31 tháng 8 năm 2002  |
| 18 Wheels of Steel: Across America     | Microsoft Windows              | ngày 23 tháng 9 năm 2003  |
| Hunting Unlimited 2                    | Microsoft Windows              | ngày 28 tháng 9 năm 2003  |
| Hunting Unlimited 3                    | Microsoft Windows              | ngày 24 tháng 8 năm 2004  |
| 18 Wheels of Steel: Pedal to the Metal | Microsoft Windows              | ngày 30 tháng 8 năm 2004  |
| OceanDive                              | Microsoft Windows              | ngày 8 tháng 3 năm 2005   |
| 18 Wheels of Steel: Convoy             | Microsoft Windows              | ngày 6 tháng 9 năm 2005   |
| Hunting Unlimited 4                    | Microsoft Windows              | ngày 18 tháng 9 năm 2006  |
| 18 Wheels of Steel: Haulin'            | Microsoft Windows              | ngày 18 tháng 9 năm 2006  |
| Bus Driver                             | Microsoft Windows, OS X, iOS   | ngày 22 tháng 3 năm 2006  |
| Deer Drive                             | Microsoft Windows              | ngày 24 tháng 4 năm 2007  |
| Hunting Unlimited 2008                 | Microsoft Windows              | ngày 1 tháng 9 năm 2007   |
| 18 Wheels of Steel: American Long Haul | Microsoft Windows              | ngày 3 tháng 12 năm 2007  |
| Hunting Unlimited 2009                 | Microsoft Windows              | ngày 23 tháng 7 năm 2008  |
| Euro Truck Simulator                   | Microsoft Windows, OS X        | ngày 6 tháng 8 năm 2008   |
| Hunting Unlimited 2010                 | Microsoft Windows              | ngày 7 tháng 7 năm 2009   |
| 18 Wheels of Steel: Extreme Trucker    | Microsoft Windows              | ngày 23 tháng 9 năm 2009  |
| German Truck Simulator                 | Microsoft Windows              | ngày 13 tháng 1 năm 2010  |
| UK Truck Simulator                     | Microsoft Windows              | ngày 19 tháng 2 năm 2010  |
| 18 Wheels of Steel: Extreme Trucker 2  | Microsoft Windows              | ngày 6 tháng 1 năm 2011   |
| Trucks & Trailers                      | Microsoft Windows              | ngày 17 tháng 7 năm 2011  |
| Scania Truck Driving Simulator         | Microsoft Windows, OS X        | ngày 13 tháng 6 năm 2012  |
| Euro Truck Simulator 2                 | Microsoft Windows, OS X, Linux | ngày 19 tháng 10 năm 2012 |
| American Truck Simulator               | Microsoft Windows, OS X, Linux | ngày 2 tháng 2 năm 2016   |